# Pyrros Dimas
Pyrros Dimas (n. 13 octombrie 1971, Himara, Regiunea Vlorë, Albania) este un halterofil ce a reprezentat Grecia, medaliat olimpic. A participat la 4 ediții ale Jocurilor Olimpice (1992, 1996, 2000, 2004) în care a câștigat 3 medalii de aur și o medalie de bronz.